# Dengkol
Dengkol is een bestuurslaag in het regentschap Malang van de provincie Oost-Java, Indonesië. Dengkol telt 9837 inwoners (volkstelling 2010).